# Zuidereiland
Het Zuidereiland (Engels: South Island, Maori: Te Wai-pounamu) is een van de twee grote eilanden waaruit Nieuw-Zeeland bestaat. Het andere grote eiland is het Noordereiland en beide worden van elkaar gescheiden door de Straat Cook. Naast deze twee eilanden omvat Nieuw-Zeeland nog een groot aantal kleinere eilanden.

## Geografie
De lengte van noord naar zuid bedraagt ongeveer 800 km en op z'n breedst is het Zuidereiland ruim 300 km. Het westen en oosten worden van elkaar gescheiden door de Nieuw-Zeelandse Alpen: een bergrug die van noord naar zuid loopt en toppen bevat tot 3724 meter en gletsjers zoals de Fox gletsjer en de Franz Josefgletsjer. De oppervlakte is 150.718 km². Tektonisch ligt het eiland op de grens van de Pacifische Plaat en de Australische Plaat maar in tegenstelling tot het Noordereiland zijn er op het Zuidereiland geen actieve vulkanen te vinden. Er zijn wel een aantal dode vulkanen, waaronder Banks-schiereiland. In het zuidwesten ligt de regio Fiordland met onder andere de fjorden Doubtful Sound en Milford Sound.

## Bevolking
Het Zuidereiland is aanmerkelijk minder dichtbevolkt dan het Noordereiland.

## Bestuurlijke indeling
Op het Zuidereiland zijn zeven regio’s:
- Canterbury
- Marlborough
- Nelson
- Otago
- Southland
- Tasman
- West Coast

## Steden
De grootste steden zijn:
- Christchurch
- Dunedin
- Invercargill
- Greymouth
- Nelson
- Queenstown
- Wanaka

## Nationale parken

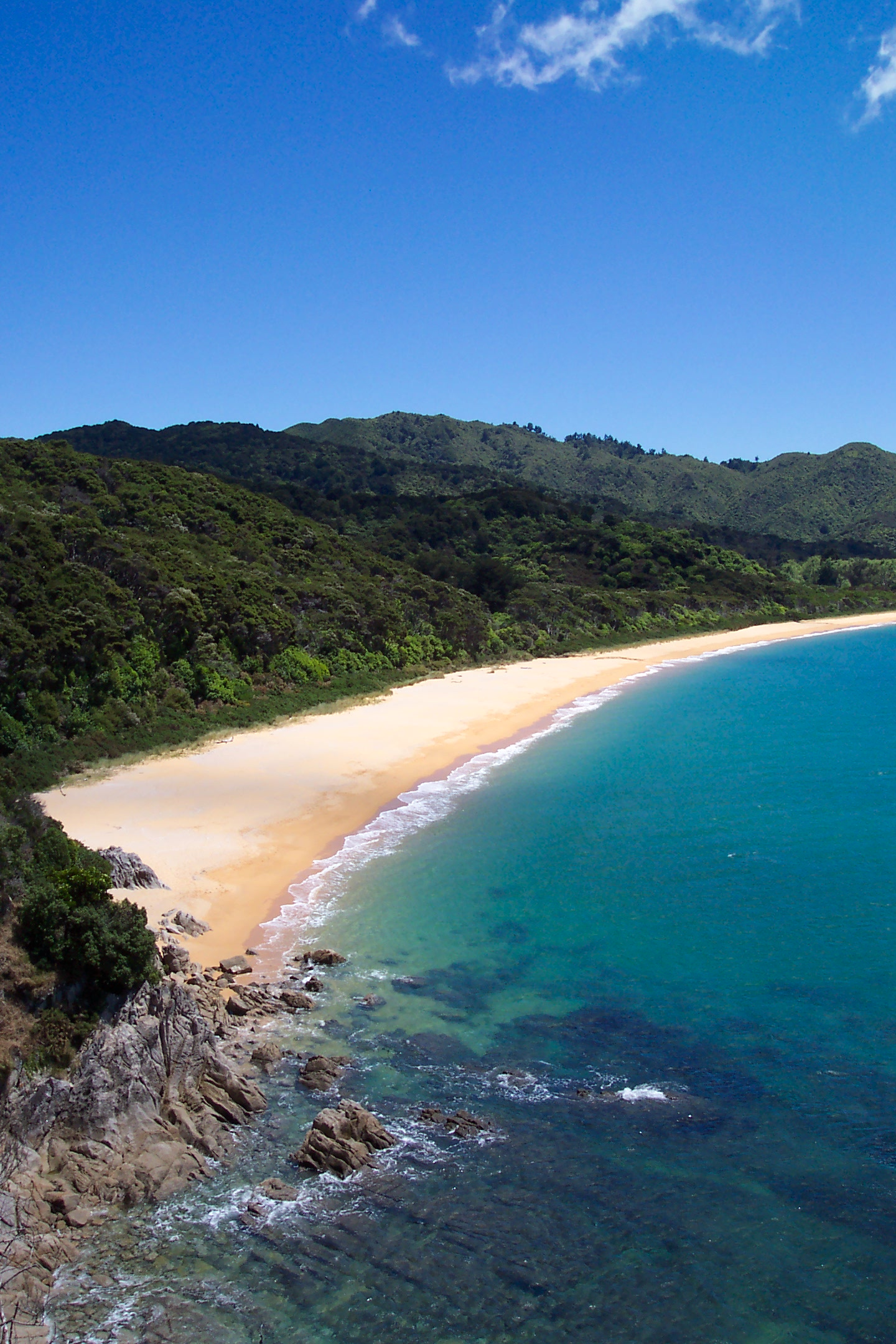
Nationaal park Abel Tasman

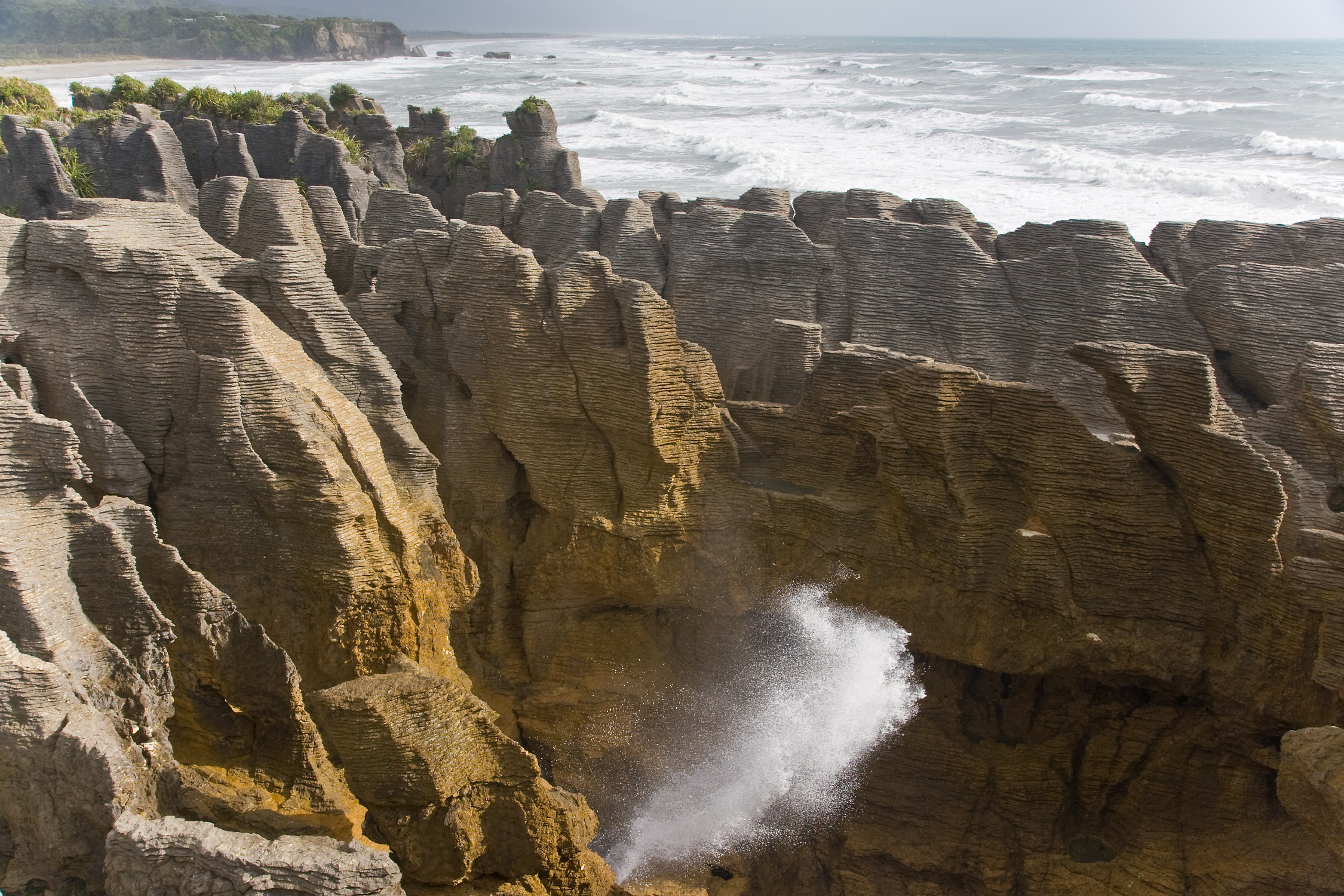
Pancake Rocks bij Punakaiki in Nationaal park Paparoa

Op het Zuidereiland zijn tien nationale parken die behoren tot het Department of Conservation.
Van noord naar zuid:
- Nationaal park Kahurangi (4.520 km², opgericht in 1996)
- Nationaal park Abel Tasman (225 km², opgericht in 1942)
- Nationaal park Nelson Lakes (1.018 km², opgericht in 1956)
- Nationaal park Paparoa (306 km², opgericht in 1987)
- Nationaal park Arthur's Pass (1.144 km², opgericht in 1929)
- Nationaal park Westland Tai Poutini (1.175 km², opgericht in 1960) met de gletsjers Foxgletsjer en Franz Josefgletsjer
- Nationaal park Aoraki/Mount Cook (707 km², opgericht in 1953)
- Nationaal park Mount Aspiring (3.555 km², opgericht in 1964)
- Nationaal park Fiordland (12.519 km², opgericht in 1952)
- Nationaal park Rakiura (1.500 km², opgericht in 2002)

Andere parken:
- Hakatere Conservation Park[2]

## Bezienswaardigheden
- Fiordland met onder andere Milford Sound en Doubtful Sound
- Te Anau
- Marlborough Sounds
- Punakaiki
- Kaikoura
- Queenstown
- Arrowtown
- Taiaroa Head
- Mount Cook

## Meren
Op het Zuidereiland liggen acht grote meren, zoals Lake Wakatipu, Lake Tekapo en Lake Manapouri. Lake Hauroko is met 462 meter het diepste meer, gelegen in het westen van het Zuidereiland. Deze meren zijn in het verleden gedurende ijstijden gevormd door gletsjers.

## Sounds
Ook de 'Sounds' in het zuidwesten in Fiordland, zoals Milford en Doubtful Sound, zijn door gletsjers gevormd. 'Sound' is eigenlijk niet de juiste benaming voor deze zee-inhammen aangezien dat verdronken vallei betekent. De 'Sounds' van Fiordland zijn eigenlijk fjorden. De Marlborough Sounds in het noorden van het Zuidereiland zijn wel correct genaamd. De neergaande beweging van deze valleien, waardoor ze in de loop der tijd verdrinken, gaat tot op de dag van vandaag voort.

## Skigebieden

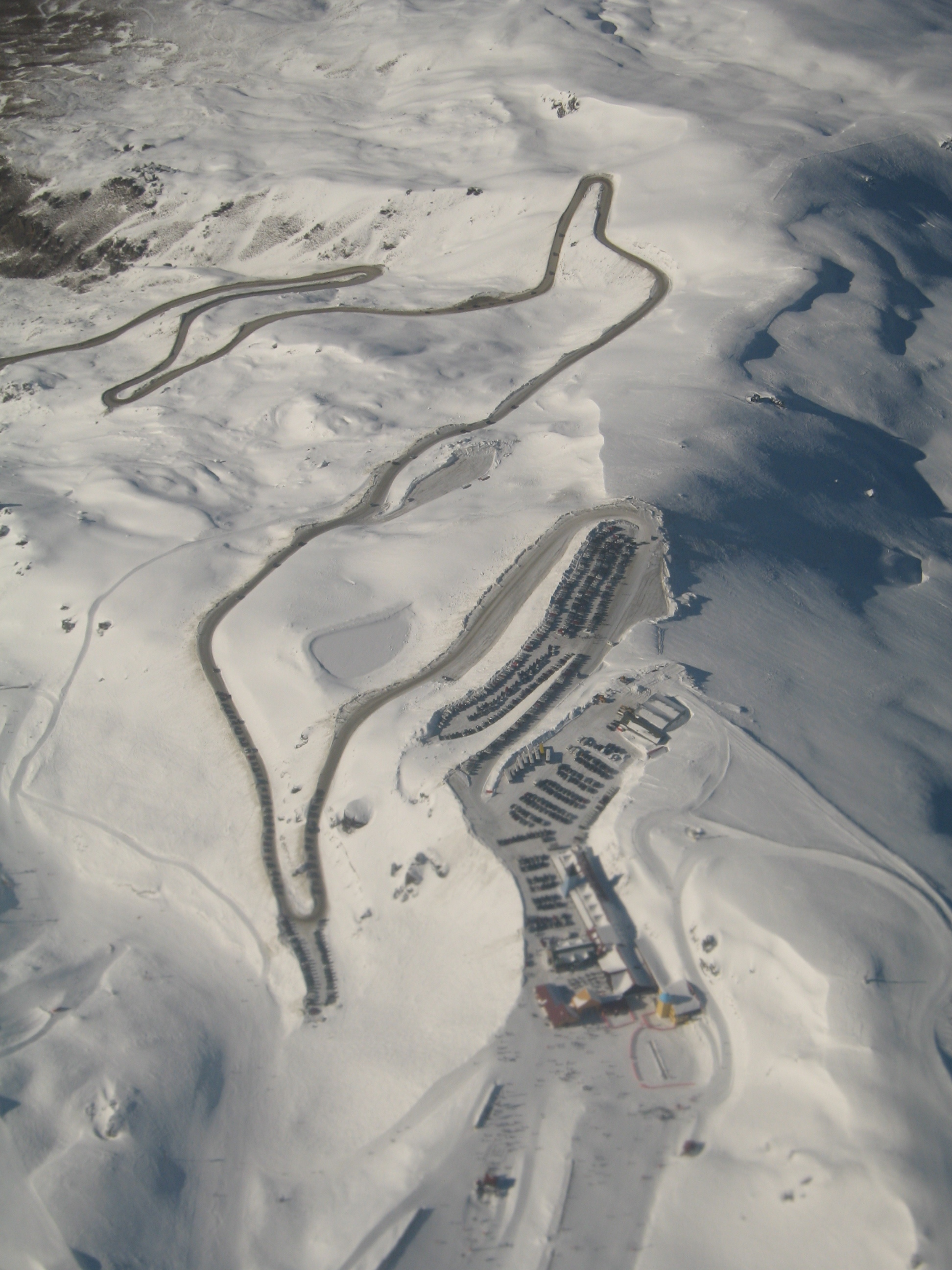
Cardrona Alpine Resort

Op het Zuidereiland zijn de volgende skigebieden:
| Naam                    | Locaties   | Noten                                |
| ----------------------- | ---------- | ------------------------------------ |
| Broken River            | Canterbury | Club Skifield                        |
| Cardrona Alpine Resort  | Otago      |                                      |
| Coronet Peak            | Otago      |                                      |
| Craigieburn Valley      | Canterbury | Club Skifield                        |
| Fox Peak                | Canterbury | Club Skifield                        |
| Hanmer Springs Ski Area | Canterbury | Club Skifield                        |
| Invincible Snowfields   | Otago      | Alleen per helikopter                |
| Mount Cheeseman         | Canterbury | Club Skifield                        |
| Mount Dobson            | Canterbury |                                      |
| Mount Hutt              | Canterbury |                                      |
| Mount Olympus           | Canterbury | Club Skifield                        |
| Mount Potts             | Canterbury | Alleen per heliskiën en sneeuwmobiel |
| Mount Robert            | Tasman     | Club Skifield                        |
| Ohau                    | Canterbury |                                      |
| Porter Heights          | Canterbury |                                      |
| Rainbow                 | Tasman     |                                      |
| The Remarkables         | Otago      |                                      |
| Round Hill              | Canterbury |                                      |
| Snow Farm               | Otago      | Langlaufen                           |
| Snow Park               | Otago      |                                      |
| Tasman Glacier          | Canterbury | Heliskiën                            |
| Temple Basin            | Canterbury | Club Skifield                        |
| Treble Cone             | Otago      |                                      |

## Musea
- Canterbury Museum
- Ferrymead Heritage Park
- Nelson Provincial Museum[3]
- Otago Museum
- Otago Settlers Museum
- Royal New Zealand Air Force Museum
- Southland museum and art gallery
- World of Wearable Art

## Havens

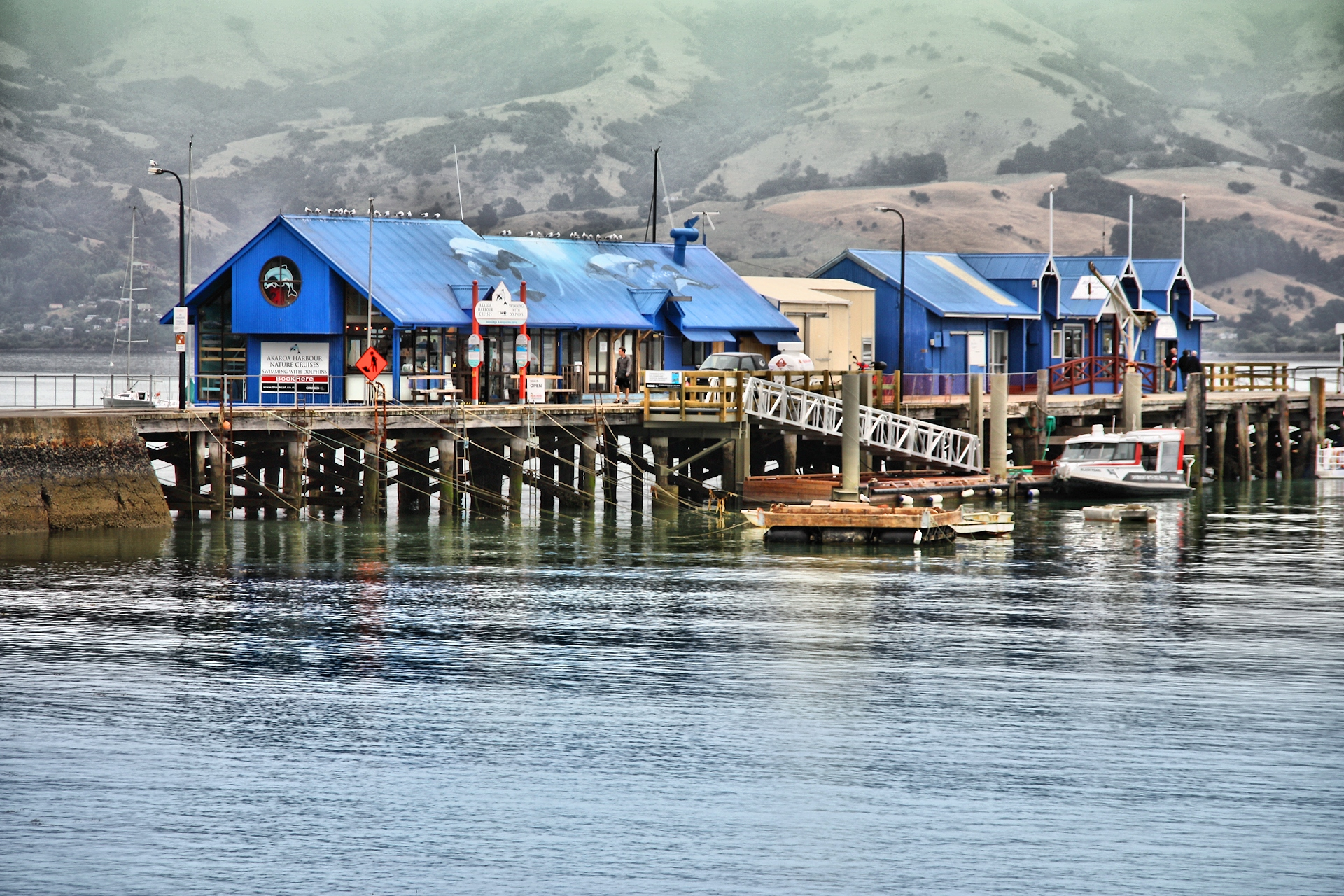
Akaroa pier

- Containerhaven: Lyttelton (Christchurch), Port Chalmers (Dunedin)
- Andere havens: Nelson, Picton, Westport, Greymouth, Timaru, Bluff.
- Havens: Akaroa, Otago Harbour, Half Moon Bay (Stewart Island/Rakiura), Milford Sound.
- Freshwater: Queenstown and Kingston (Lake Wakatipu), Te Anau en Manapouri (Lake Manapouri)

## Verkeer en vervoer

### Wegen
Het Zuidereiland heeft een netwerk van hoofdwegen (State Highways) van 4.921 km. Slechts een klein deel daarvan is als autosnelweg uitgevoerd.

### Treinen

South Island Rail

Op het Zuidereiland zijn twee hoofdspoorlijnen: de Main North Line van Picton naar Christchurch en de Main South Line van Lyttelton naar Invercargill via Dunedin en enkele andere lijnen van de South Island’s railway.

### Vliegvelden

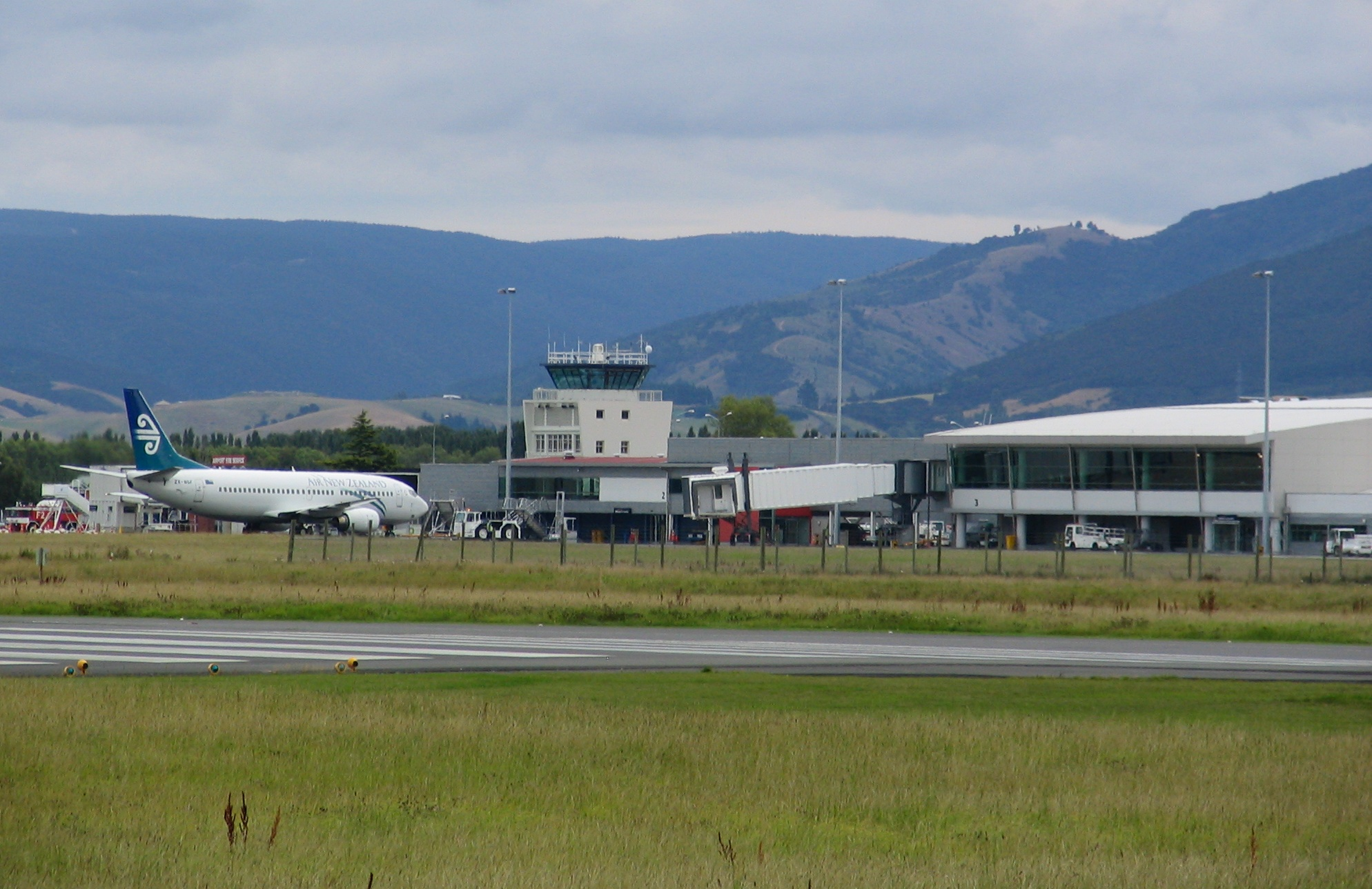
Dunedin International Airport

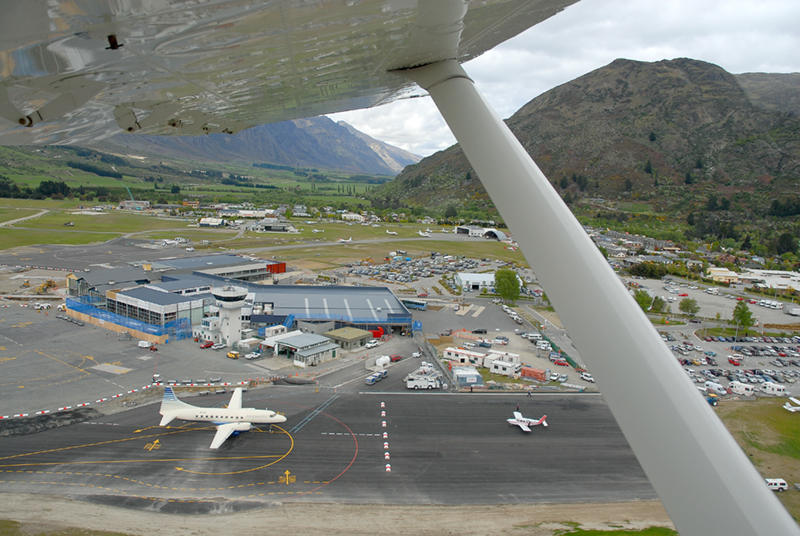
Queenstown Airport

| Locatie                | ICAO | IATA | Naam vliegveld                          |
| ---------------------- | ---- | ---- | --------------------------------------- |
| Alexandra              | NZLX | ALR  | Alexandra Aerodrome                     |
| Ashburton              | NZAS | ASG  | Ashburton Aerodrome                     |
| Balclutha              | NZBA |      | Balclutha Aerodrome                     |
| Blenheim               |      | BHE  | Blenheim Airport (Woodbourne)           |
| Chatham Islands        | NZCI | CHT  | Chatham Islands / Tuuta Airport         |
| Christchurch           | NZCH | CHC  | Christchurch International Airport      |
| Cromwell               | NZCS |      | Cromwell Racecourse Aerodrome           |
| Dunedin                | NZDN | DUD  | Dunedin International Airport (beperkt) |
| Gore                   | NZGC |      | Gore Aerodrome                          |
| Greymouth              | NZGM | GMN  | Greymouth Airport                       |
| Haast                  | NZHT |      | Haast Aerodrome                         |
| Hokitika               | NZHK | HKK  | Hokitika Airport                        |
| Invercargill           | NZNV | IVC  | Invercargill Airport                    |
| Kaikoura               | NZKI | KBZ  | Kaikoura Aerodrome                      |
| Lake Pukaki            | NZGT | GTN  | Glentanner Aerodrome                    |
| Milford Sound          | NZMF | MFN  | Milford Sound Airport                   |
| Mount Cook             | NZMC | MON  | Mount Cook Aerodrome                    |
| Motueka                | NZMK | MZP  | Motueka Aerodrome                       |
| Nelson                 | NZNS | NSN  | Nelson Airport                          |
| Oamaru                 | NZOU | OAM  | Oamaru Aerodrome                        |
| Picton                 | NZPN | PCN  | Picton Aerodrome                        |
| Queenstown             | NZQN | ZQN  | Queenstown Airport                      |
| Rangiora               | NZFF |      | Forest Field Aerodrome                  |
| Stewart Island/Rakiura | NZRC | SZS  | Ryans Creek Aerodrome                   |
| Takaka                 | NZTK | KTF  | Takaka Aerodrome                        |
| Te Anau / Manapouri    | NZMO | TEU  | Manapouri Aerodrome                     |
| Timaru                 | NZTU | TIU  | Richard Pearse Airport                  |
| Twizel                 | NZUK | TWZ  | Pukaki Aerodrome                        |
| Wanaka                 | NZWF | WKA  | Wanaka Airport                          |
| Westport               | NZWS | WSZ  | Westport Airport                        |
| Wigram                 | NZWG |      | Wigram Aerodrome                        |

### Politieke partijen
Op het Zuidereiland zijn de politieke partijen onder meer:
- Aotearoa Legalise Cannabis Party
- Imperial British Conservative Party
- National Democrats Party
- New Zealand Democratic Party
- New Zealand Progressive Party
- South Island Party
- South Island Party (2008)

## Flora en fauna

### Zoogdieren
Op het eiland komen de volgende zoogdieren voor:
- Bennettwallaby (Macropus rufogriseus) (geïntroduceerd)
- Voskoesoe (Trichosurus vulpecula) (geïntroduceerd)
- Egel (Erinaceus europaeus) (geïntroduceerd)
- Haas (Lepus europaeus) (geïntroduceerd)
- Konijn (Oryctolagus cuniculus) (geïntroduceerd)
- Hermelijn (Mustela erminea) (geïntroduceerd)
- Fret (Mustela putorius furo) (geïntroduceerd)
- Wezel (Mustela nivalis) (geïntroduceerd)
- Huiskat (Felis sylvestris catus) (geïntroduceerd)
- Hond (Canis familiaris) (geïntroduceerd)
- Wild zwijn (Sus scrofa) (geïntroduceerd)
- Rund (Bos primigenius taurus) (geïntroduceerd)
- Geit (Capra hircus) (geïntroduceerd)
- Himalayathargeit (Hemitragus jemlahicus) (geïntroduceerd)
- Schaap (Ovis aries) (geïntroduceerd)
- Gems (Rupicapra rupicapra) (geïntroduceerd)
- Eland (Alces alces) (geïntroduceerd)
- Axishert (Axis axis) (geïntroduceerd; uitgestorven)
- Edelhert (Cervus elaphus) (geïntroduceerd)
- Damhert (Dama dama) (geïntroduceerd)
- Witstaarthert Odocoileus virginianus (geïntroduceerd)
- Huismuis (Mus domesticus) (geïntroduceerd)
- Polynesische rat (Rattus exulans) (geïntroduceerd)
- Bruine rat (Rattus norvegicus) (geïntroduceerd)
- Zwarte rat (Rattus rattus) (geïntroduceerd)
- Mystacina robusta (uitgestorven)
- Mystacina tuberculata
- Chalinolobus tuberculatus